# Historia de la fantasía

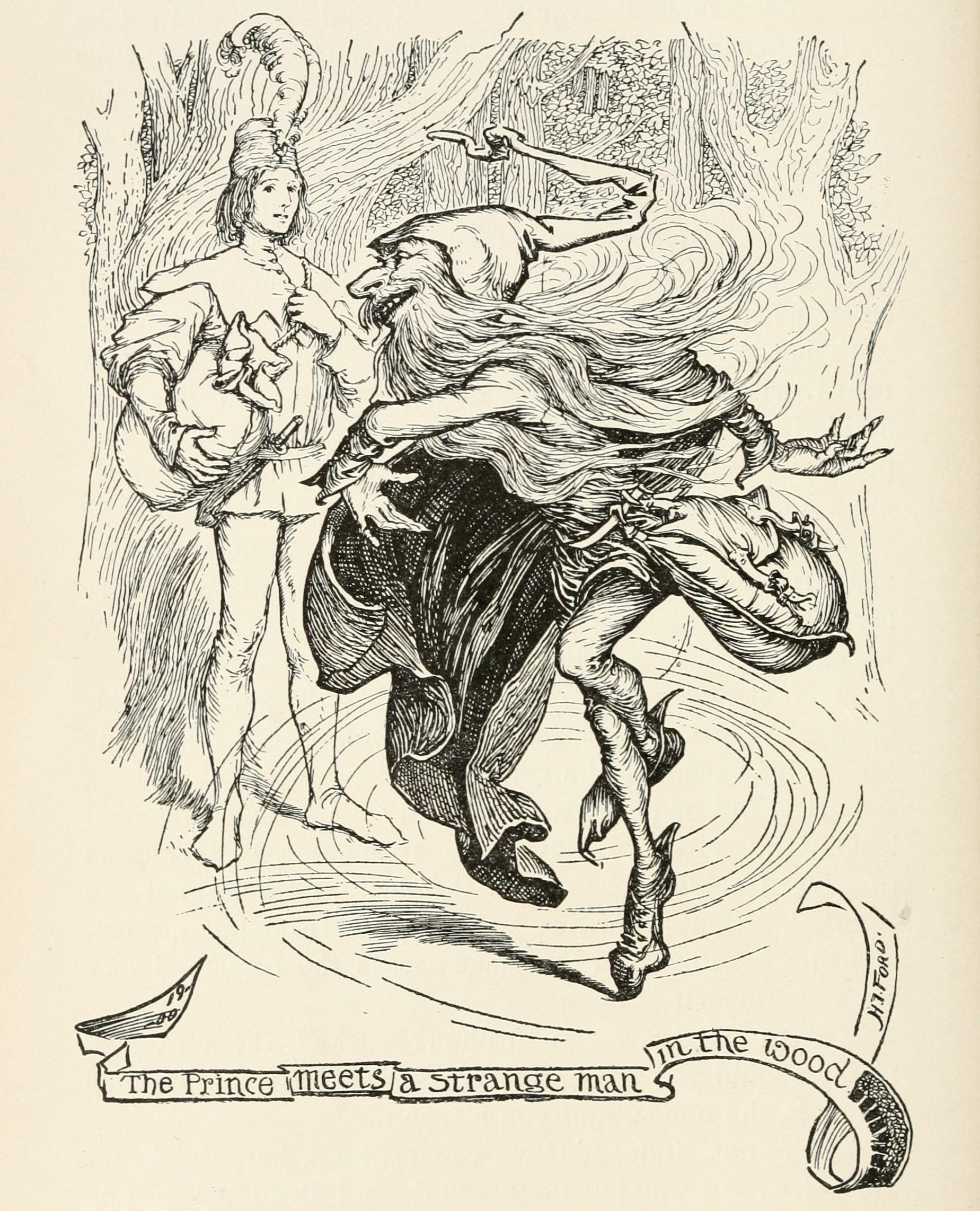
El libro de hadas violeta (1906)

Elementos de lo sobrenatural y lo fantástico han sido un elemento de la literatura desde sus inicios. El género moderno de la fantasía se distingue de los cuentos y el folclore que contienen elementos fantásticos, en primer lugar, por la naturaleza reconocidamente ficticia de la obra y, segundo, porque se conoce el nombre del autor o autora. Obras en las que los sucesos fantásticos no eran necesariamente creíbles, o sólo lo eran parcialmente, como los libros de caballerías europeos o los cuentos de Las mil y una noches, evolucionaron lentamente hasta convertirse en obras con tales rasgos. Autores como George MacDonald (1824-1905) crearon las primeras obras explícitamente fantásticas.
Posteriormente, en el siglo XX, la publicación de El señor de los anillos de J. R. R. Tolkien tuvo una enorme influencia en la literatura fantástica, estableciendo la forma conocida como fantasía épica (o alta fantasía). Este hecho también fue de mayor importancia a la hora de establecer el género de la fantasía como un género comercialmente distinto y viable. Actualmente, la fantasía continúa como un medio expansivo en múltiples capas y que abarca muchos subgéneros, incluida la alta fantasía tradicional, la espada y brujería, el realismo mágico, la fantasía de cuentos de hadas y la fantasía oscura, que tiene tintes de terror.
Hay más discusión sobre la historia de la fantasía en otros idiomas en " Fuentes de la fantasía " y la historia de la literatura fantástica francesa se cubre con mayor detalle en " Fantastique ".

## Diferencias entre la fantasía y trabajos fantásticos más tempranos

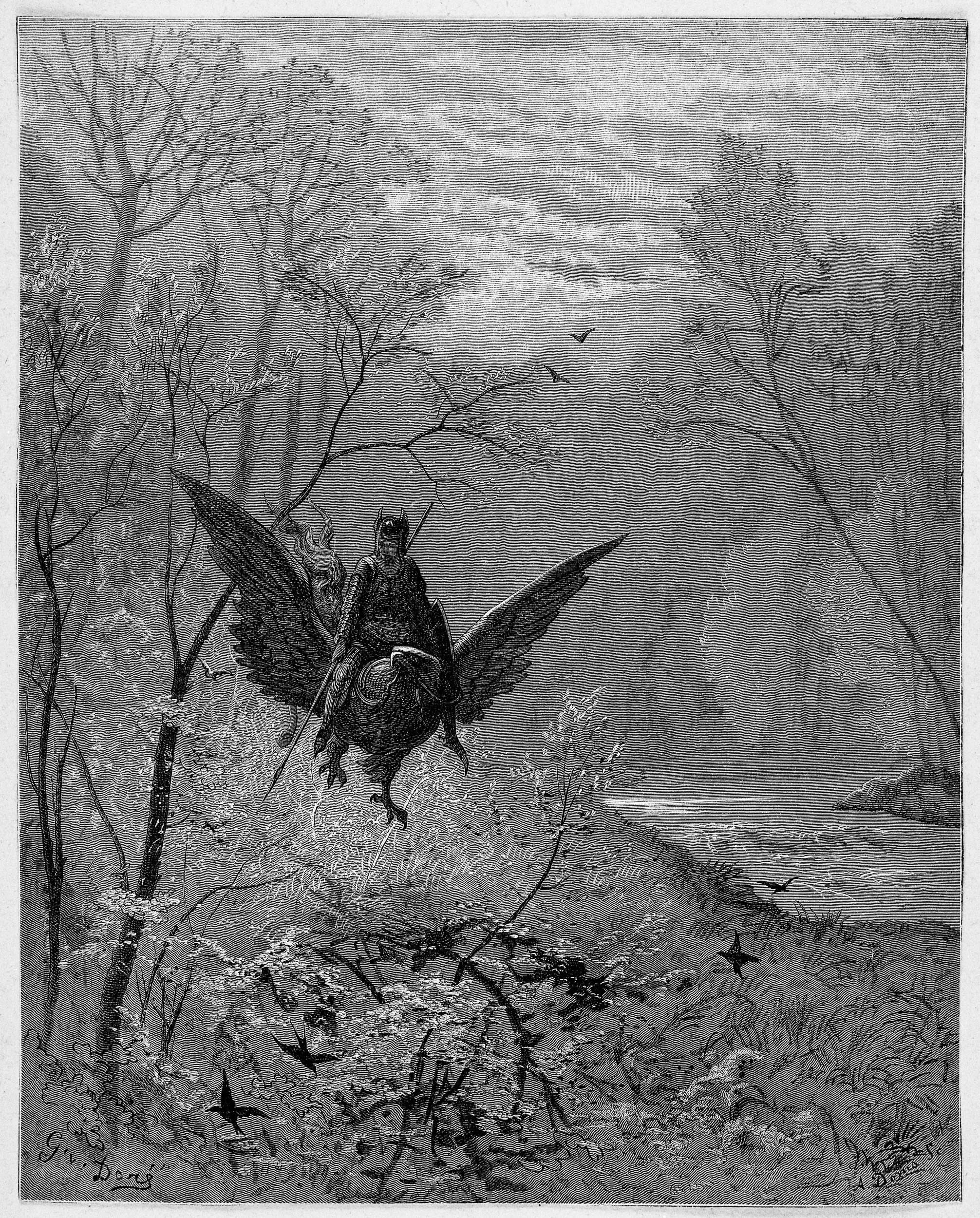
Ilustración de Orlando furioso de Gustave Doré, que muestra el hipogrifo, un monstruo que de hecho nunca aparece en el folclore.

Incluso los mitos, leyendas y cuentos de hadas más fantásticos se diferencian del género moderno de la fantasía en tres aspectos:
El género moderno de la fantasía postula una realidad diferente, bien sea un mundo de fantasía separado del nuestro, o bien un lado fantástico y oculto del mundo real. Además de esto, las reglas, geografía, historia y demás de tal mundo tienden a ser definidas, incluso cuando no son descritas directamente. En cambio, los cuentos fantásticos tradicionales tienen lugar en nuestro mundo, con frecuencia en el pasado o en lugares lejanos y desconocidos. Solo muy rara vez se describe el lugar o la época con alguna precisión, y a menudo solo se afirma que los hechos sucedieron "hace mucho tiempo y en un lugar muy lejano". Un análogo moderno y racionalizado de estas historias puede apreciarse en los cuentos del Mundo Perdido de los siglos XIX y XX.
La segunda diferencia estriba en que lo sobrenatural en la fantasía es deliberadamente ficticio. En comparación, en los cuentos tradicionales, el grado al cual el autor o autora consideran que lo sobrenatural es real puede abarcar el rango que va desde leyendas que son tomadas como realidad hasta mitos de los que se entiende describen una realidad más complicada en términos comprensibles, e incluso hasta obras literarias tardías intencionalmente ficticias.
Finalmente, los mundos fantásticos de la fantasía moderna son creados por un autor o autora o grupo de autores, a menudo usando elementos tradicionales, pero por lo general arreglándolos de manera novedosa y con una interpretación individual. Los cuentos tradicionales con elementos de fantasía, en cambio, empleaban mitos y folclore conocidos, y cualesquiera diferencias que existieran con respecto la tradición eran consideradas variaciones sobre un mismo tema. Nunca hubo la intención de que los cuentos tradicionales estuvieran separados del folclore sobrenatural local. Se pueden evidenciar transiciones entre los modos tradicional y moderno de la literatura fantástica en las primeras novelas góticas, en los cuentos de fantasmas tan de moda en el siglo XIX y en las novelas románticas, todas las cuales usaban motivos fantásticos ampliamente tradicionales, pero sujetas a los conceptos de los autores.
Según un estándar en particular, ninguna obra creada antes de que estuviera definido el género fantástico podría considerarse como parte de él, independientemente de qué tantos elementos fantásticos incluya. Según otro estándar, el género incluye toda la gama de literatura fantástica, tanto el género moderno como sus antecedentes tradicionales, en tanto muchos elementos que eran tratados como verdaderos (o al menos no evidentemente falsos) por autores anteriores son ahora totalmente ficticios y fantásticos para los lectores modernos. Sin embargo, incluso apegándose a la definición más estrecha, se requiere de un examen completo de la historia de lo fantástico en la literatura para poder mostrar los orígenes del género moderno. Las obras tradicionales contienen elementos significativos en los que los autores de fantasía modernos se han basado extensamente para inspirarse en sus propias obras.

## Desarrollo de la fantasía

### Romances de caballerías

La damisela del Santo Grial, de Dante Gabriel Rossetti: libro de caballerías medieval.

Con el crecimiento de la educación y el alfabetismo en la era medieval europea, la ficción literaria empezó a unirse con los mitos y leyendas anteriores. Entre los primeros géneros en aparecer estuvo el romance de caballerías. Este género adoptó abiertamente la fantasía sin dedicarse simplemente a seguir los mitos y fábulas tradicionales, sino que, en su forma final, agregó nuevos elementos fantásticos. Los libros de caballerías trataban inicialmente sobre temas tradicionales, en particular tres ciclos temáticos de cuentos, recopilados en la imaginación en una fecha tardía con los nombres de Materia de Roma (centrada en héroes militares como Alejandro Magno o Julio César), Materia de Francia (Carlomagno y Rolando, su paladín principal) y Materia de Bretaña (las vidas y hazañas del Rey Arturo y los Caballeros de la Mesa Redonda, dentro de las cuales se incorporó la búsqueda del Santo Grial), aunque varios romances de caballerías "no cíclicos" también alcanzaron gran popularidad.
Los romances de caballerías mismos eran ficticios, si bien cuentos como Valentine et Orson, Guillaume de Palerme o Queste del Saint Graal fueron solo el comienzo del género fantástico, combinando realismo y fantasía.
Durante el Renacimiento, el romance de caballerías siguió siendo popular. La tendencia en esta época era hacia una ficción más fantástica. El Le Morte d'Arthur, inglés, de Sir Thomas Malory (c.1408-1471), estaba escrito en prosa. Esta obra domina la literatura artúrica, y es a menudo considerada como la versión canónica de la leyenda. Motivos arturianos han aparecido constantemente en la literatura desde su publicación, aunque tales obras han sido una mezcla de obras fantásticas y no fantásticas. Para ese momento, esta obra, así como la española Amadís de Gaula (1508), (también en prosa) dieron origen a muchos imitadores, y el género recibió una buena acogida popularmente, resultando en obras maestras de la poesía renacentista como el Orlando furioso de Ludovico Ariosto o la Jerusalén libertada de Torquato Tasso. El cuento de Ariosto, con sus personajes que deambulan interminablemente, sus muchas maravillas y aventuras, ha sido un texto fuente para muchas fantasías de aventuras. El género de la fantasía claramente tuvo su inicio en obras como Amadís de Gaula o Palmerin of England, en tanto que se describen maravillas para asombrar y sorprender a los lectores.

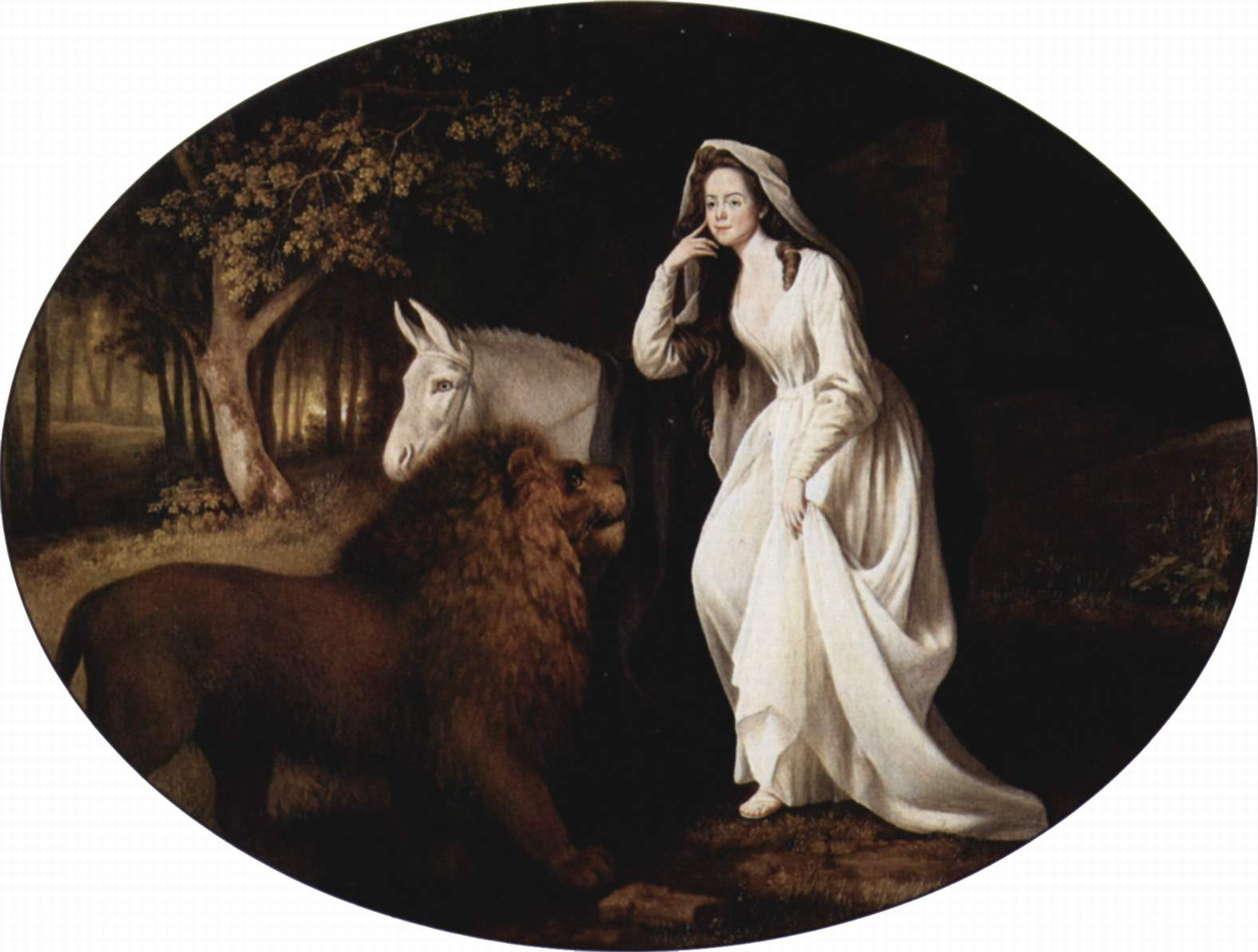
Retrato de Isabella Saltonstall como Una, personaje de La reina hada, de George Stubbs.

Un romance de caballerías inglés es La reina hada de Edmund Spenser. Este poema es profundamente alegórico y lleno de alusiones. Sin embargo, ignorando por un momento la alegoría, la acción que en él transcurre es la de un típico romance de caballerías, incluyendo duelos entre caballeros y combates contra gigantes y hechiceros. Es probablemente la primera obra en la que la mayoría de los personajes no son seres humanos, sino elfos (si bien la diferencia entre unos y otros parece ser pequeña). También se mencionan las guerras entre goblins y elfos que estarían destinadas a tener un gran futuro en la ficción fantástica.
La historia de Don Quijote de Miguel de Cervantes, satirizó profundamente las convenciones del romance de caballerías y ayudó a provocar el fin de esta época de romances, aunque recibió en esto la ayuda de otras tendencias históricas en la ficción. Con todo, grandes subgéneros del campo de la fantasía han surgido del género de caballerías, bien directamente o bien a través de que hayan sido imitadas por el autor posterior de fantasía William Morris.

### La Ilustración

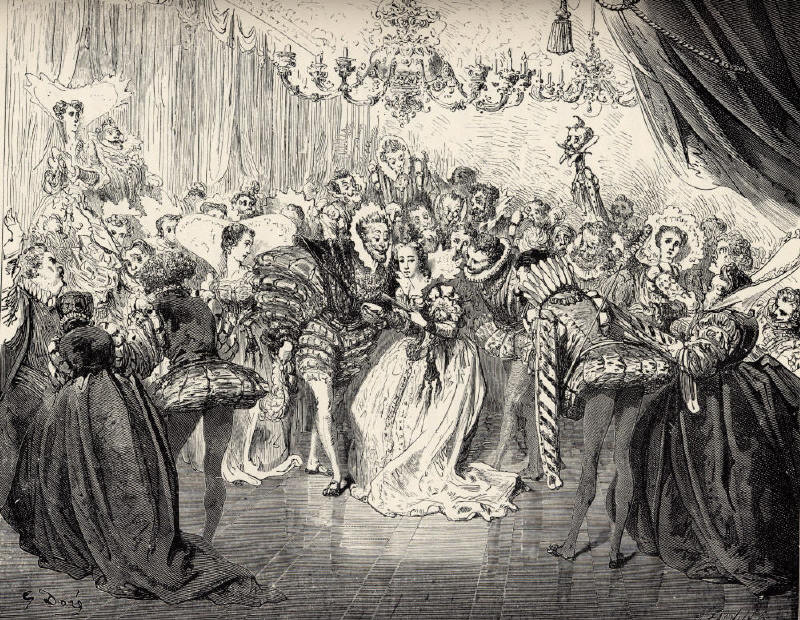
Ilustración de Gustave Doré para la Cenicienta de Perrault

Cuentos de hadas literarios, como los escritos por Charles Perrault (1628 - 1703) o por Madame d'Aulnoy (aprox. 1650 - 1705), se hicieron muy populares a principios de la Ilustración. Muchos de los cuentos de Perrault habrían de convertirse en parte esencial de los cuentos de hadas y como tal influyeron en la fantasía posterior. En efecto, al llamar Madame d'Aulnoy a sus obras contes de fée (cuentos de hadas), inventó el término que ahora se usa generalmente para referirse al género, distinguiendo de esta forma a tales cuentos de aquellos que no involucran aspectos maravillosos. Esto iba a influir en escritores posteriores, quienes retomaron los cuentos de hadas populares de la misma manera, en la era romántica.
Varias obras de fantasía dirigidas a lectores adultos se publicaron también en la Francia del siglo XVIII, entre las que se encuentran el contes philosophique "La princesa de Babilonia" (1768) y "El toro blanco" (1774), ambas de Voltaire, y la novela fáustica de Jacques Cazotte El diablo enamorado.
Esta época, sin embargo, fue notablemente hostil hacia la fantasía. Escritores de los nuevos tipos de ficción como Defoe, Richardson o Fielding eran de estilo realista, y muchas de las primeras obras realistas eran críticas sobre el uso de elementos fantásticos en la ficción. Aparte de unos pocos cuentos sobre brujería o historias de fantasmas, muy poca fantasía se escribió durante esta época. Incluso en la literatura infantil se vio poca fantasía, pues se tenía como objeto edificar, y en consecuencia los cuentos de hadas eran deplorados como mentiras.
En al menos un sentido, esta etapa fue esencial para el desarrollo de la fantasía como género: El desarrollo de un género realista determinó que, en contraste, la fantasía pudiera también ser definida como un tipo distinto.

### Romanticismo

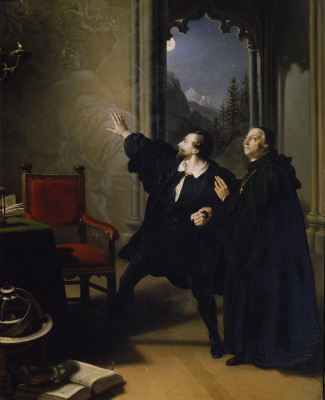
Manfredo de Lord Byron

En reacción al culto a la razón de la Ilustración, el Romanticismo valoraba altamente lo sobrenatural, la tradición y la imaginación, así como la época en la que supuestamente rigieron: la Edad Media. Estos rasgos tomaron prestados prontamente elementos tradicionales de lo fantástico. Los románticos invocaron el romance de caballerías medieval como justificación para las obras que querían crear, lo que los distinguía de la presión hacia el realismo de la Ilustración. Tales rasgos no siempre eran fantásticos y a veces simplemente se trataba de eventos que eran poco probables, pero tal justificación se utilizó incluso desde la fantasía.
Uno de los primeros resultados literarios de tales fascinaciones fue la novela gótica, un género literario que tuvo sus inicios en Gran Bretaña con El castillo de Otranto (1764) de Horace Walpole. Este género es predecesor tanto de la fantasía moderna como de la ficción de terror moderna y, en particular, ha conducido a que la definición común de "gótico" se asocie con lo oscuro y terrorífico. Entre las características prominentes de las novelas góticas se encuentran el terror, el misterio, lo sobrenatural, fantasmas, edificios embrujados, castillos, trampillas, perdición, muerte, decadencia, locura, maldiciones hereditarias, etc. La atmósfera fantástica y como de ensueño impregnaba el género en tal momento. Los cuentos góticos permitían, sin requerirlo, un elemento de lo sobrenatural. Algunas historias daban la impresión de contener tales elementos para luego darles explicación lógica. El género estaba en el borde entre la fantasía y la no fantasía, pero muchos de sus elementos, en particular el uso de casas de particular importancia, por ser antiguas, de propiedad de nobles y, a menudo, cargadas de leyendas, se incorporaron a la fantasía moderna.
De singular importancia para el desarrollo del género fue el que los escritores góticos usaban técnicas y amor novelísticos, como las que estaba usando Defoe, en cambio del estilo literario del romance de caballerías, y también empezaron a usar el paisaje con el propósito de expresar los estados de ánimo de los personajes.
Por otra parte, en el gótico se contenía respecto a adoptar la fantasía pura. En El castillo de Otranto, Walpole presentó su obra como si se tratara de una traducción. El ficticio autor original es, por tanto, el responsable de sus elementos fantásticos, de los que Walpole se distancia.Otra novela gótica importante que también contiene una gran cantidad de elementos fantásticos (derivados de "Las mil y una noches") es Vathek de William Thomas Beckford.
El interés romántico en el medievalismo también dio como resultado un resurgimiento del interés en el cuento de hadas literario. La tradición que fue iniciada por Giovanni Francesco Straparola y Giambattista Basile y luego desarrollada por Charles Perrault y los précieuses franceses, fue retomada por el movimiento romántico alemán. Friedrich de la Motte Fouqué creó historias de ambientación medieval como Undine (1811) o Sintram y sus compañeros (1815) que más tarde habrían de inspirar a escritores británicos como MacDonald y Morris. Los cuentos de E. T. A. Hoffmann, como "La olla de oro" (1814) o "El cascanueces y el rey de los ratones" (1816) fueron adiciones notables al canon de la fantasía alemana. La colección Phantasus (1812-1817) de Ludwig Tieck contenía varios cuentos de hadas, entre ellos "Los Elfos".
En Francia, los principales escritores de fantasía en la era romántica fueron Charles Nodier, con Smarra (1821) y Trilby (1822) y Théophile Gautier con cuentos como "Omphale" (1834) o "Une nuit de Cléopâtre"(1838), y la novela posterior Spirite(1866).
En Gran Bretaña, Sara Coleridge también escribió una novela de fantasía, Phantasmion (1837), descrita como "la primera novela de cuento de hadas escrita en inglés".

## Fantasía moderna
El género de fantasía moderno se consolidó por primera vez durante el siglo XVIII con la creciente popularidad de cuentos de viajeros ficticios, de paso influyendo y a su vez recibiendo influencias de otras formas tempranas de ficción especulativa, finalmente desplegándose en el siglo XIX a partir de un tapiz literario de historias fantásticas hasta ganar reconocimiento como un género distinto (especialmente debido a la eliminación casi ubicua de los elementos fantásticos en la ficción "mainstream" o de corriente principal) a finales del siglo XIX.

### Fantasía temprana

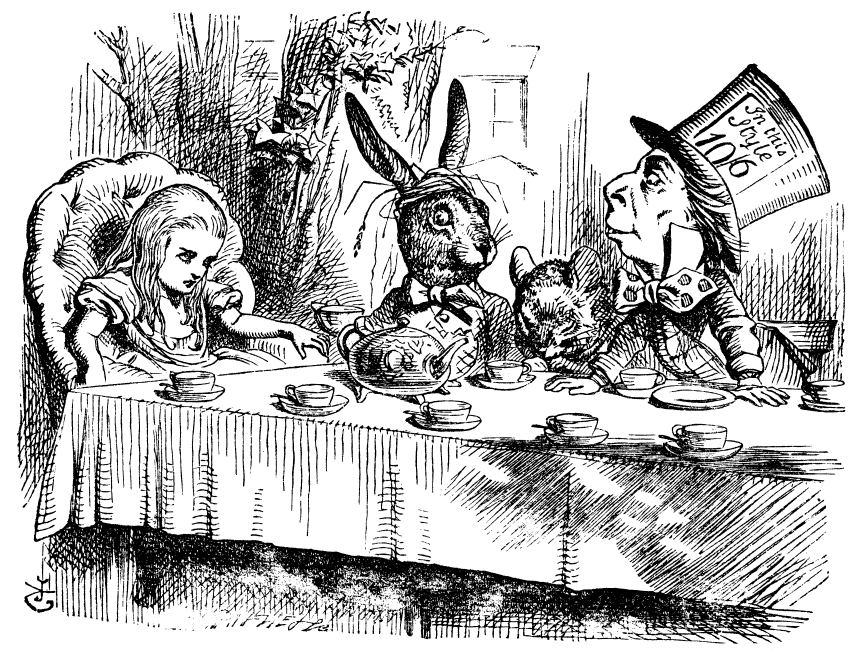
Ilustración de John Tenniel para "A Mad Tea-Party", 1865

A principios de la era victoriana, se seguían contando historias usando elementos fantásticos, menos creíbles. Charles Dickens escribió A Christmas Carol, usando caracterización novelística para hacer plausible su historia de fantasmas; Su personaje Scrooge duda inicialmente de la realidad de los fantasmas, sospechando que son producto de su imaginación, una explicación que nunca es refutada de manera concluyente. 
La tradición de los cuentos de hadas continuó en manos de autores tales como William Makepeace Thackeray, si bien su La rosa y el anillo tenía muchos elementos de parodia. Hans Christian Andersen, sin embargo, inició un nuevo estilo de cuentos de hadas, cuentos originales narrados con seriedad. A partir de este origen, John Ruskin escribió El rey del río dorado, un cuento de hadas que usa niveles nuevos de caracterización, creando en el Viento del Sudoeste un personaje irascible pero bondadoso, similar al posterior Gandalf. 
Fue a finales del siglo XIX y comienzos del siglo XX que el género de fantasía moderno realmente comenzó a tomar forma. La historia de la literatura fantástica moderna comienza con George MacDonald, el escritor escocés de novelas como La princesa y el duende o Fantastes, esta última considerada la primera novela fantástica escrita para adultos. MacDonald también escribió uno de los primeros ensayos críticos acerca del género fantástico, "La imaginación fantástica", en su libro A Dish of Orts (1893). MacDonald fue una enorme influencia tanto para J. R. R. Tolkien como para C. S. Lewis.

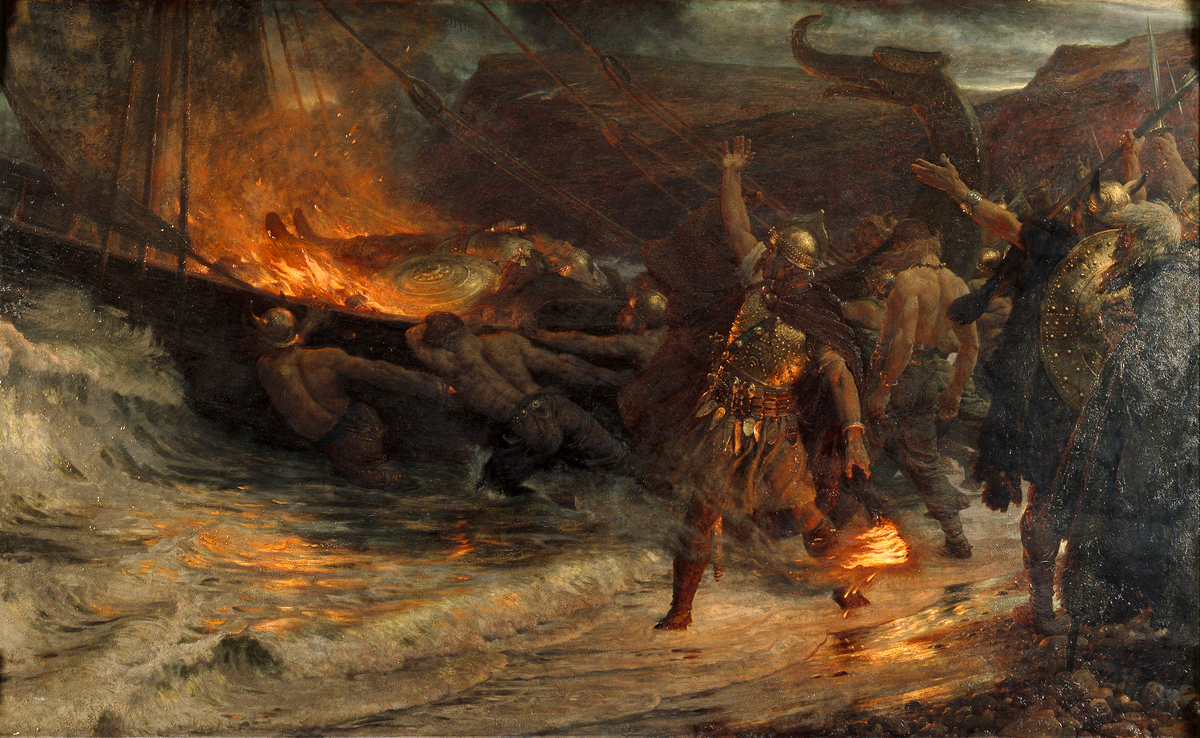
El funeral de un vikingo de Frank Bernard Dicksee : La influencia del romanticismo y las historias tradicionales en la fantasía victoriana significó que fuese una influencia en la fantasía como género.

El otro autor principal de fantasía en esta época fue William Morris, un socialista, admirador de la Edad Media, resucitador de las artesanías británicas y poeta, que escribió varias novelas fantásticas en las últimas décadas del siglo, de las cuales la más famosa fue El pozo del fin del mundo. Estaba profundamente inspirado en los libros de caballerías y las sagas medievales. Su estilo era deliberadamente arcaico, basado en los libros de caballerías medievales. En muchos aspectos, Morris fue un hito importante en la historia de la fantasía ya que, mientras otros escritores escribían sobre tierras extrañas o mundos oníricos, las obras de Morris fueron las primeras en estar situadas en un mundo completamente inventado: un mundo de fantasía.
Estos mundos de fantasía hicieron parte de una tendencia general. Esta era dio inicio a una tendencia general hacia mundos de fantasía más auto-consistentes y sustantivos. Obras previas a menudo mostraban a un individuo solitario cuyas aventuras en el mundo de fantasía eran de importancia personal, y en las que el mundo existía claramente para darle alcance a tales aventuras, en tanto que obras posteriores presentan con más frecuencia personajes en una red social, en la que sus acciones ocurren para salvar del peligro al mundo y quienes están en él. En Fantastes, por ejemplo, George MacDonald incluye la figura de un mentor que le explica al héroe que las leyes morales son las mismas en el mundo en el que está a punto de entrar que en el mundo del que proviene, y esto le da peso e importancia a las acciones que haga en este mundo, por fantástico que sea.
Autores como Edgar Allan Poe u Oscar Wilde (en El retrato de Dorian Gray) también desarrollaron fantasía a la hora de narrar cuentos de terror, una rama aparte de la fantasía y que iba a tener una gran influencia en H. P. Lovecraft y otros escritores de fantasía oscura. Wilde también escribió un gran número de fantasías infantiles, recopiladas en El príncipe feliz y otros cuentos (1888) y Una casa de granadas (1891).
A pesar de la futura influencia de MacDonald y de la popularidad de Morris en esa época, no fue  sino hasta el comienzo del siglo XX que la ficción fantástica empezó a alcanzar a una gran audiencia, con autores como Lord Dunsany, quien, siguiendo el ejemplo de Morris, escribió novelas fantásticas pero también en forma de cuentos. Se le destaca especialmente por su estilo vivo y evocador.Su estilo influyó enormemente en muchos escritores, no siempre de manera afortunada: Ursula K. Le Guin, en su ensayo sobre el estilo en la fantasía "From Elfland to Poughkeepsie", se refirió irónicamente a Lord Dunsany como el "Primer Destino Terrible que Aguarda a los Principiantes Desprevenidos en la Fantasía", aludiendo a escritores jóvenes que intentan escribir al estilo de Lord Dunsany. S. T. Joshi afirma que "la obra de Dunsany tuvo el efecto de segregar a la fantasía—un modo por medio del cual el autor crea su propio reino de imaginación pura—del horror sobrenatural. De los cimientos que estableció surgió el trabajo posterior de E. R. Eddison, Mervyn Peake y J. R. R. Tolkien.
De acuerdo con el historiador Michael Saler, la ficción especulativa empezó una nueva etapa en las décadas de 1880 y 1890 como consecuencia del surgimiento de la sociedad secular, al liberarse la imaginación en la literatura de la influencia de la iglesia. Esto les permitió a los escritores combinar la literatura estética con la libertad de la literatura de la nueva novela y las técnicas empleadas en el realismo literario.
H. Rider Haggard desarrolló las convenciones del subgénero del Mundo Perdido, que incluyó obras de fantasía como Ella del mismo Haggard. El hecho de que África era aún en gran parte desconocida para los escritores europeos le ofreció un ámbito a este subgénero.Otros escritores, entre los que se encuentran Edgar Rice Burroughs y Abraham Merritt, se basaron en estas convenciones.

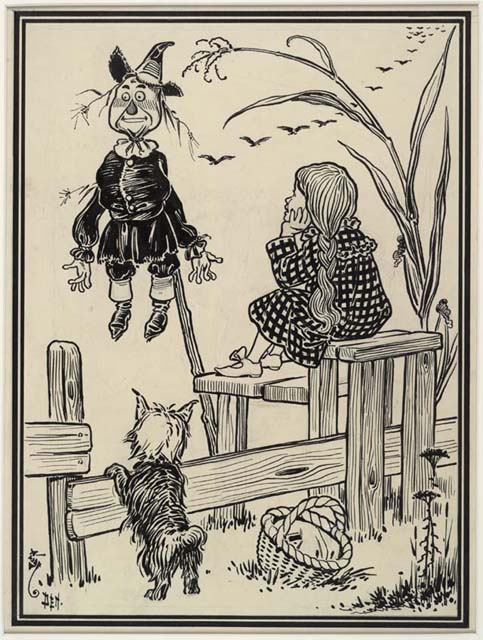
Ilustración de la primera edición de El maravilloso mago de Oz

Varias fantasías infantiles clásicas como Alicia en el país de las maravillas de Lewis Carroll, Peter Pan de J. M. Barrie, El maravilloso mago de Oz de L. Frank Baum, así como las obras de E. Nesbit y Frank R. Stockton también fueron publicadas en este periodo. En efecto, C. S. Lewis señaló que en la primera parte del siglo XX, la fantasía era más aceptada en la literatura juvenil y, por tanto, los escritores interesados en la fantasía a menudo escribían en tal subgénero para encontrar una audiencia, a pesar de tener conceptos que podrían formar una obra adulta.
Para este periodo, la terminología sobre el género no estaba aún establecida. Muchas fantasías de esta época fueron llamadas cuentos de hadas, entre ellas The Happy Hypocrite de Max Beerbohm y el Fantastes de MacDonald. No fue sino hasta 1923 que se utilizó el término "fantasista" para describir a un escritor (en este caso, Oscar Wilde) que escribía ficción fantástica. El nombre de "fantasía" no se desarrolló sino hasta más tarde. Incluso para cuando se publicó El Hobbit de J. R. R. Tolkien, el término de "cuento de hadas" era usado todavía.

### Fantasía moderna
Un factor importante en el desarrollo del género fantástico fue la llegada de revistas dedicadas a la ficción fantástica. La primera de tales publicaciones fue la revista alemana Der Orchideengarten, que se publicó entre 1919 y 1921. En 1923, se creó la primera revista de ficción fantástica en inglés, Weird Tales.Finalmente habrían de seguirle muchas otras revistas similares, más notablemente Unknown (también conocida como Unknown Worlds) o The Magazine of Fantasy & Science Fiction. El formato de las revistas pulp estaba en el apogeo de su popularidad en ese momento y fue importante a la hora de llevar la ficción fantástica a una amplia audiencia tanto en los Estados Unidos como en Gran Bretaña. Tales revistas jugaron también un papel importante en el surgimiento de la ciencia ficción y fue en esta época que los dos géneros empezaron a ser asociados uno con el otro.

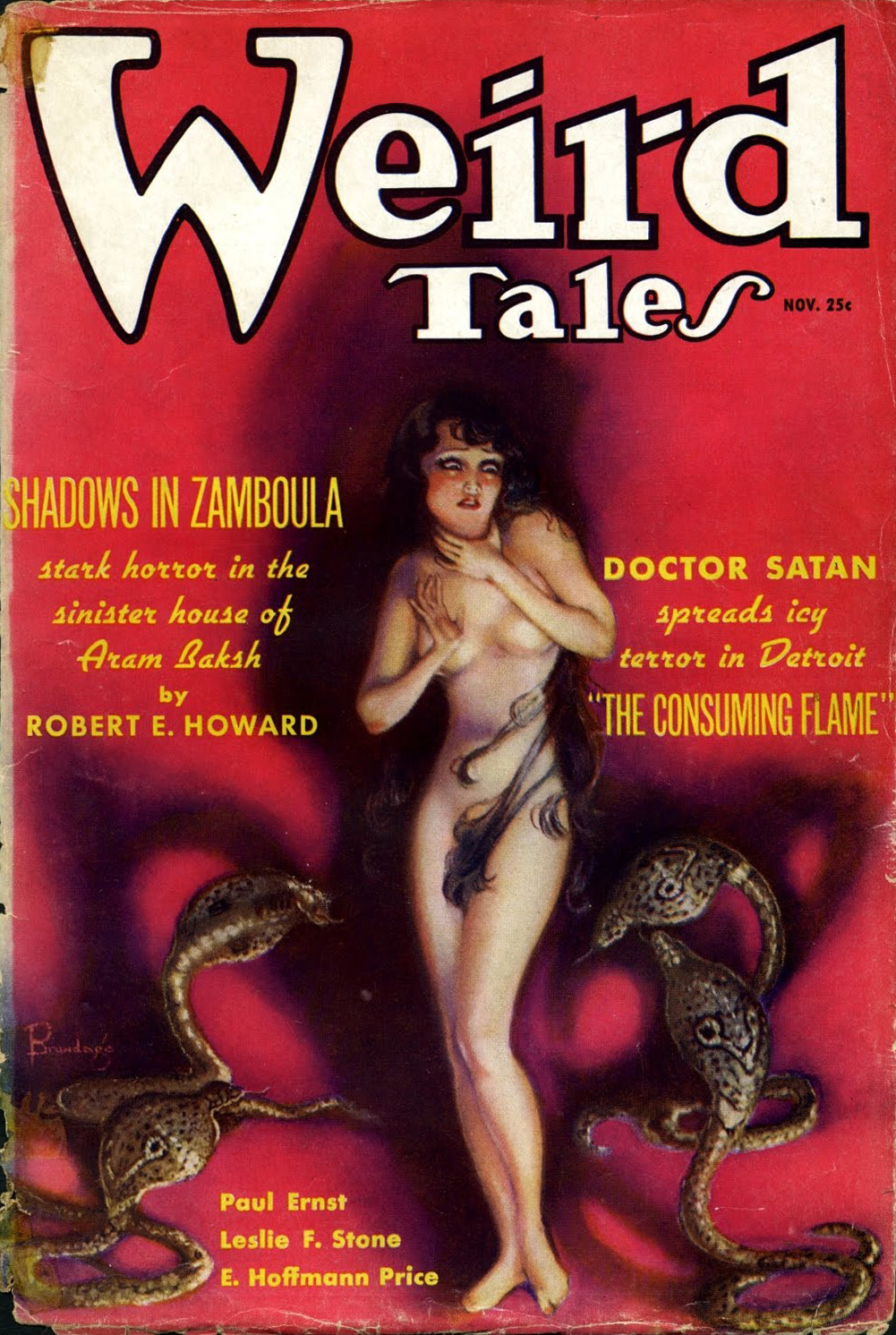
Weird Tales publicaba obras de autores como Robert E Howard

Varios de los autores más promienentes del género empezaron sus carreras en estas revistas, entre ellos Clark Ashton Smith, Fritz Leiber y Ray Bradbury. Las obras tempranas de muchos autores del subgénero de espada y brujería como Robert E. Howard también tuvieron inicio en este momento.Para 1950, el subgénero de espada y brujería había empezado a encontrar una amplia audiencia, con el éxito de Conan el Bárbaro de Howard y de las historias de Fafhrd y el Ratonero Gris de Fritz Leiber. Las obras de Howard, en especial Conan, habrían de tener una influencia notable, incluso definitoria, en el subgénero de espada y brujería. Eran cuentos de acción y aventuras vívidas y exuberantes, y fueron, por detrás de la obra de Tolkien, las obras de fantasía más leídas. Las historias de Leiber se destacaban particularmente por su realismo, poco común para la época. La revista Unknown desarrolló este rasgo, y muchas de sus historias mostraban credibilidad y realismo. Como lo hicieran Morris y Eddison antes de él, Leiber dio continuidad a la tradición de basarse en las leyendas y el folclore del norte de Europa. C. L. Moore fue una de las primeras imitadoras de Howard, con "El beso del dios negro", en la que introdujo al personaje de Jirel de Joiry como heroína protagonista de cuentos de espada y brujería. Según Gary Lachman, Helena Blavatsky tuvo una influencia importante en algunos de los nombres más importantes de la fantasía y la ciencia ficción de la era de los pulp.
Aparte de las revistas pulp, varios escritores estadounidenses utilizaron el medio de la fantasía con fines humorísticos y satíricos, entre ellos James Branch Cabell (cuya novela Jurgen de 1919 fue objeto de un juicio fallido por obscenidad), Thorne Smith, con Topper (1926) y Turnabout (1931) y Charles G. Finney, autor de El circo del Dr. Lao (1935).
En Gran Bretaña, después de la Primera Guerra Mundial, se publicó una gran cantidad de libros de fantasía dirigidos a lectores adultos, entre ellos Living Alone de Stella Benson, Viaje a Arcturus de David Lindsay, Lady into Fox de David Garnett, Lud-in-the-Mist de Hope Mirrlees, y Lolly Willowes de Sylvia Townsend Warner. E. R. Eddison, otro escritor influyente, escribió durante esta era. Se inspiró en las sagas nórdicas, como lo hiciera Morris, pero su estilo de prosa seguía más el modelo del inglés de las épocas Tudor e isabelina, y sus historias estaban llenas de personajes vigorosos teniendo gloriosas aventuras. La obra más famosa de Eddison es La serpiente Uróboros, una extensa fantasía heroica que transcurre en una versión imaginaria del planeta Mercurio. Los personajes de Eddison con frecuencia mostraban gran habilidad y eran de linajes nobles, cuando no reales. Tales personajes han gozado de gran admiración gracias a que Eddison hizo que en particular sus villanos fueran personajes más vívidos que los de Tolkien. Otros comentaristas han observado que si bien es popular mostrar a los ricos y poderosos del mundo pisoteando a las clases bajas, los personajes de Eddison a menudo tratan a sus súbditos con arrogancia e insolencia, lo que es descrito como parte de su grandeza. Ciertamente, al final de La serpiente Uróboros, los héroes, al encontrar que la paz es aburrida, rezan para que revivan sus enemigos, lo que consiguen, para así poder ir y luchar contra ellos de nuevo, independientemente de las bajas que tal guerra causaría. Las obras de fantasía de varios de los escritores de este período (entre ellos Eddison, Lindsay y Mirrlees) se volvieron a publicar durante las décadas de 1960 y 1970.
Una de las obras más notables de fantasía cómica haría su aparición en 1938, con la publicación de La espada en la piedra de T. H. White. Esta tendencia continuó con escritores tales como L. Sprague de Camp.
Los críticos literarios de la época empezaron a mostrar interés en la "fantasía" como género de escritura, y también a argumentar que el género era digno de ser considerado seriamente. Herbert Read dedicó un capítulo de su libro English Prose Style (1928) a discutir la "fantasía" como un aspecto de la literatura, afirmando que era injustamente considerada como si solo fuese adecuada para niños: "El mundo occidental no parece haber concebido la necesidad de cuentos de hadas para adultos". Edward Wagenknecht también discutió elementos de la fantasía tanto en la ficción para niños como para adultos en su artículo de 1946 "El Principito cabalga en el ciervo blanco".

### Tolkien
Con todo, fue la aparición de la alta fantasía y, de manera más importante, la popularidad de las obras El hobbit y El señor de los anillos de J. R. R. Tolkien, lo que finalmente habría de permitir que la fantasía realmente entrara en el mundo literario de las corrientes principales. Tolkien publicó El hobbit en 1937 y El señor de los anillos en la década de 1950. El primero se trataba de una fantasía de cuento de hadas, en tanto que el segundo era una fantasía épica que se desarrollaba sobre la base del primer libro. Si bien las obras de Tolkien habían alcanzado el éxito en Gran Bretaña, no fue sino hasta finales de la década de 1960 que finalmente se hicieron populares en Estados Unidos gracias a su pujante contracultura. A principios de la década de los 60 se vio un renovado interés en el subgénero de espada y brujería, y las editoriales recurrieron a las revistas y libros pulp en busca de historias antiguas para reimprimir junto con una cantidad limitada de material novedoso. En demanda de más, al editor de ciencia ficción del editorial Ace Books, Donald A. Wollheim, le pareció que la novela en tres partes de Tolkien tenía suficientes elementos en común con las historias de espada y brujería como para atraer a los lectores de este último género, tras lo cual publicó una edición de bolsillo no autorizada. En la publicidad en la sobrecubierta fue descrito como "un libro de espada y brujería que cualquiera puede leer con deleite y placer". Los lectores del libro iban a extenderse, sin embargo, mucho más allá del círculo de fanáticos del género de espada y brujería. Para finales de 1968, El señor de los anillos había vendido más de 3 millones de copias en los Estados Unidos. Su éxito inesperado hizo que las editoriales estadounidenses prontamente reeditaran una gran cantidad de novelas de fantasía antiguas, a menudo oscuras, catapultándolas a un éxito tardío.
Es difícil exagerar el impacto que tuvo la obra de El Señor de los Anillos en el género fantástico. En algunos aspectos, abrumó a todas las obras de fantasía antes escritas e incuestionablmente creó a la "fantasía" como categoría de mercadotecnia.También dio origen a una enorme cantidad de obras tolkienescas, que empleaban los temas que se hallan en El señor de los anillos.
Las obras de Tolkien también ayudaron a que la literatura fantástica lograra un nuevo nivel de aclamación entre los críticos convencionales. En numerosas encuestas para identificar el mejor libro del siglo, El Señor de los Anillos ha sido seleccionado por grupos muy diferentes.
Si bien la construcción de mundos fantásticos originales con historias, geografías y paisajes políticos detallados había sido parte importante del género desde la época de L. Frank Baum, la influencia de Tolkien popularizó enormemente esta noción. Esto llevó a un declive subsiguiente de dispositivos narrativos como los marcos narrativos de sueños para explicar la naturaleza fantástica del escenario. Esto ocurrió no solo a causa del ejemplo de Tolkien, sino también a causa de sus escritos sobre crítica literaria. Su ensayo "Sobre los cuentos de hadas", en el que Tolkien denominó a tales escenarios (como el recurso a los sueños) "mundos secundarios", fue un trabajo formativo sobre la crítica de la fantasía.
El impacto que tuvieron sus libros, junto con el éxito de varias otras series como las Crónicas de Narnia de C. S. Lewis, la serie de Gormenghast de Mervyn Peakeo Terramar de Ursula K. Le Guin, ayudaron a cimentar la popularidad del género y le dieron origen a la ola actual de literatura fantástica.

### La fantasía después de Tolkien
Con el inmenso éxito de las obras de Tolkien, muchas editoriales empezaron a buscar nuevas series que pudieran tener un atractivo similar en el mercado masivo. Por primera vez se consideró que la publicación de fantasía era un negocio rentable y las novelas de fantasía empezaron a reemplazar a las revistas de ficción como el alma del género.
Lin Carter editó la serie de fantasía adulta Ballantine, cuando el editorial Ballantine empezó a explorar el mercado de la fantasía. Recibió tal título para evitar que fuese clasificada como literatura para niños. Este sello contenía principalmente reimpresiones, pero también introdujo algunos trabajos de fantasía nuevos. La serie incluyó obras de William Morris, Lord Dunsany o George MacDonald, así como otras obras, como Lud-in-the-Mist de Hope Mirrlees, los libros Kai Lung de Ernest Bramah o The Island of the mighty de Evangeline Walton, cuyo éxito llevó a la publicación de las otras tres novelas que había escrito en esa serie, y al subgénero distinto de fantasía celta en la fantasía posterior. Otra obra de esta serie que fue influyente para el subgénero de fantasía celta fue Deryni Rising de Katherine Kurtz.
Si bien muchas novelas de fantasía de esta época resultaron populares, no fue sino hasta La espada de Shannara (1977) de Terry Brooks, que los editores alcanzaron el gran éxito económico que habían estado esperando. Este libro se convirtió en la primera novela de fantasía en aparecer y, finalmente, encabezar la lista de superventas del New York Times. Como resultado, el género experimentó un auge en la cantidad de títulos publicados en los años siguientes. Entre las novelas fantásticas más notables de finales de los años setenta y de los años ochenta se encuentran Lord Foul's Bane (1977), la primera novela de las Crónicas de Thomas Covenant, el incrédulo, de Stephen R. Donaldson, Little, Big de John Crowley (1981), Magician (1982) de Raymond E. Feist, Bosque Mitago de Robert Holdstock (1984) y la serie Black Company de Glen Cook. Estos libros son notables por sus intentos de romper con las nociones tolkienianas de fantasía.[cita requerida]
A principios de la década de 1980, el mercado de la fantasía era mucho más grande que el de casi todos los autores de ciencia ficción en conjunto. Las extensas serie de fantasías ligeras de Piers Anthony (Xanth) y de Terry Pratchett (Mundodisco) alcanzaron regularmente las listas de superventas desde la década de 1980 en adelante. Entre los libros más notables de la década de 1990 se encuentran la popular serie La rueda del tiempo de Robert Jordan, la serie Añoranzas y pesares de Tad Williams y Canción de hielo y fuego de George R. R. Martin (sobre la que se basó la serie de televisión dramática de fantasía estadounidense Game of Thrones). Canción de hielo y fuego es considerada una obra innovadora que allanó el camino a un nuevo tipo de fantasía conocida como grimdark, que era menos idealista y de naturaleza más violenta. Con las novelas de Harry Potter de J. K. Rowling, que convirtieron en la serie de libros más vendida de todos los tiempos, la fantasía se ha estado está entrelazando cada vez más con la ficción convencional,  proceso que se ha visto favorecido por la popularidad internacional de otras obras como El legado de Christopher Paolini, Ranger's Apprentice de John Flanagan, El archivo de las tormentas de Brandon Sanderson o La materia oscura de Philip Pullman. El éxito de varias adaptaciones cinematográficas de novelas de fantasía como El señor de los anillos, Harry Potter o Las crónicas de Narnia ha contribuido a promover esta tendencia.
Desde la década de 1990, el género también ha estado marcado por el auge de fantasía urbana centrada en mujeres, muy a diferencia de las obras de Tolkien, tal y como lo demuestra la popularidad de las novelas de Anita Blake de Laurell K.Hamilton o los The Southern Vampire Mysteries de Charlaine Harris.